# Alsószenterzsébet
Alsószenterzsébet es un pueblo ubicado en el condado de Zala, Hungría. Se sitúa en el oeste del país próximo a la frontera con Eslovenia.

## Superficie
Posee una superficie de 9,630 kilómetros cuadrados.

## Demografía
Hasta 2021 la población era 24 de habitantes, con una densidad de población de 2,49 habitantes por kilómetro cuadrado. En 2011 el % de la población estaba conformada por húngaros y la religión predominante era el catolicismo/cristianismo reformado.